# André Tardieu
André Pierre Gabriel Amédée Tardieu (ur. 22 września 1876, zm. 15 września 1945) – trzykrotny premier Francji (1929–1930, 1932) i czołowa postać francuskiego życia politycznego w latach 1929–32, przewodniczący Komisji Ministerstwa Spraw Zagranicznych Francji do określenia granic państwa polskiego.

## Życiorys
Tardieu był absolwentem elitarnej paryskiej szkoły Lycée Condorcet i uczelni École Normale Supérieure. Tardieu wstąpił do służby dyplomatycznej. Później odszedł z dyplomacji i zyskał sławę jako redaktor ds. spraw zagranicznych w magazynie „Le Temps”. Do spółki z Georges’em Mandelem założył konserwatywną gazetę L'Echo National.
W 1914 roku Tardieu został wybrany do Izby Deputowanych z departamentu Seine-et-Oise, jako kandydat centroprawicowego Sojuszu Demokratycznych Republikanów (Alliance Démocratique - AD). Utrzymał mandat poselski do 1924 roku. W latach 1926–1936 reprezentował w parlamencie departament Territoire de Belfort. W 1914 roku Tardieu opuścił w swojej gazecie słowo „niebezpieczeństwo” w notce dotyczącej wydarzeń w Niemczech. Na skutek tej wiadomości prasowej przyspieszono mobilizację francuskiej armii, przez co wojna stała się nieunikniona. Po wybuchu I wojny światowej Tardieu zaciągnął się do wojska i służył w piechocie do 1916 roku. Później powrócił do polityki. 
W 1919 roku, podczas konferencji pokojowej w Paryżu był asystentem Georges’a Clemenceau oraz Komisarzem ds. Francusko-Amerykańskiej Współpracy Wojskowej. 8 listopada 1919 roku Tardieu został Ministrem Regionów Wyzwolonych, tzn. Alzacji i Lotaryngii. Z ministerstwa odszedł po dymisji premiera Clemenceau w 1920 roku. W 1926 roku Tardieu powrócił do rządu - sprawował urząd ministra transportu w gabinecie Raymonda Poincaré'a. W 1928 roku przeszedł do ministerstwa spraw wewnętrznych. Pozostał na tym stanowisku także za kadencji Aristide’a Brianda.
W 1929 roku Tardieu objął po Briandzie tekę premiera (Président du Conseil), pozostając równocześnie ministrem spraw wewnętrznych.
Chociaż uważano go za polityka konserwatywnego, Tardieu podczas swojej kadencji wprowadził pakiet socjalny, inicjujący roboty publiczne, ubezpieczenia społeczne oraz bezpłatne szkolnictwo ponadpodstawowe. Poza tym popierał modernizację przemysłu.
Tardieu został pozbawiony obydwu urzędów na dziesięć dni na przełomie lutego i marca 1930 roku przez radykała Camille'a Chautempsa, ale po tym okresie powrócił i piastował stanowisko aż do grudnia. Następnie przejściowo pełnił urząd ministra rolnictwa (1931) oraz ministra wojny (1932). Po ponownej desygnacji na premiera kierował jednocześnie resortem spraw zagranicznych. Jego ostatnia kadencja trwała od 20 lutego do 3 czerwca 1932 roku, gdy Sojusz Demokratyczno-Republikański oraz jego koalicjanci ponieśli klęskę wyborczą.
W międzyczasie, przez trzy dni Tardieu piastował stanowisko Pełniącego Obowiązki Prezydenta, po zabójstwie prezydenta Paula Doumera, a przed wyborem Alberta Lebruna.
Przejściowo, w 1934 roku, był ministrem stanu bez teki. Dalsza kariera polityczna Tardieu wiązała się z krytyką niemieckiej ekspansji. W swojej dwutomowej książce pt. La Révolution à refaire, Tardieu krytykował ponadto francuski system parlamentarny.

## Twórczość
Literacka spuścizna Andre Tardieu obejmuje następujące publikacje:
- Francja i jej sojusze (La France et les alliances) – 1908
- Prawda o traktacie (Le Paix) – 1921
- Francja i Ameryka (oryg. Devant l'obstacle) – 1927
- La Révolution à refaire, 2 tomy (1936–37)

## Pierwszy gabinet Tardieu (3 listopada 1929 – 21 lutego 1930)
- André Tardieu – premier oraz minister spraw wewnętrznych
- Aristide Briand – minister spraw zagranicznych
- André Maginot – minister wojny
- Henri Chéron – minister finansów
- Louis Loucheur – minister pracy, zdrowia, pracy społecznej i obrony praw socjalnych
- Lucien Hubert – minister sprawiedliwości
- Georges Leygues – minister floty
- Louis Rollin – minister floty handlowej
- Laurent Eynac – minister lotnictwa
- Pierre Marraud – minister oświaty i sztuk pięknych
- Claudius Gallet – minister ds. świadczeń socjalnych
- Jean Hennessy – minister rolnictwa
- François Piétri – minister ds. kolonii
- Georges Pernot – minister ds. robót publicznych
- Louis Germain-Martin – minister poczty i telekomunikacji
- Pierre Étienne Flandin – minister handlu i przemysłu

## Drugi gabinet Andre Tardieu (2 marca – 13 grudnia 1930)
- André Tardieu – premier oraz minister spraw wewnętrznych
- Aristide Briand – minister spraw zagranicznych
- André Maginot – minister wojny
- Paul Reynaud – minister finansów
- Louis Germain-Martin – minister skarbu
- Pierre Laval – minister pracy, pracy społecznej i obrony praw socjalnych
- Raoul Péret – minister sprawiedliwości
- Jacques-Louis Dumesnil – minister floty
- Louis Rollin – minister floty handlowej
- Laurent Eynac – minister lotnictwa
- Pierre Marraud – minister oświaty i sztuk pięknych
- Auguste Champetier de Ribes – minister ds. świadczeń socjalnych
- Fernand David – minister rolnictwa
- François Piétri – minister ds. kolonii
- Georges Pernot – minister ds. robót publicznych
- Désiré Ferry – minister zdrowia
- André Mallarmé – minister poczty i telekomunikacji
- Pierre Étienne Flandin – minister handlu i przemysłu

Zmiany w rządzie
17 listopada 1930 Henri Chéron zastąpił Pereta na stanowisku ministra sprawiedliwości

## Trzeci gabinet Tardieu (20 lutego – 3 czerwca 1932)
- André Tardieu – premier i minister spraw zagranicznych
- Paul Reynaud – wicepremier i minister sprawiedliwości
- François Piétri – minister obrony narodowej
- Albert Mahieu – minister spraw wewnętrznych
- Pierre Étienne Flandin – minister finansów
- Pierre Laval – minister pracy i zabezpieczenia praw socjalnych
- Charles Guernier – minister robót publicznych i floty handlowej
- Mario Roustan – minister oświaty i sztuk pięknych
- Auguste Champetier de Ribes – minister świadczeń socjalnych i regionów wyzwolonych
- Claude Chauveau – minister rolnictwa
- Louis de Chappedelaine – minister kolonii
- Camille Blaisot – minister zdrowia
- Louis Rollin – minister handlu, przemysłu, poczty i telekomunikacji